# Mudyug
Die Mudyug (russisch Мудьюг, deutsche Transkription: Mudjug) ist ein russischer Eisbrecher, der 1982 auf der Wärtsilä-Werft im finnischen Helsinki als Baunummer 436 gebaut wurde. Das Schiff war ursprünglich 88,5 Meter lang und 20 Meter breit. Die Verdrängung betrug 6.211 Tonnen.
1987 wurde es in Emden umgebaut, verlängert und erhielt dabei einen Thyssen-Waas-Bug mit besonders guten Eisbrecheigenschaften. Die neuartige Eisbrech-Technologie mit dem patentierten Thyssen-Waas-Bug wurde vorher auf dem deutschen Eisbrecher Max Waldeck erstmals eingesetzt und erfolgreich erprobt.

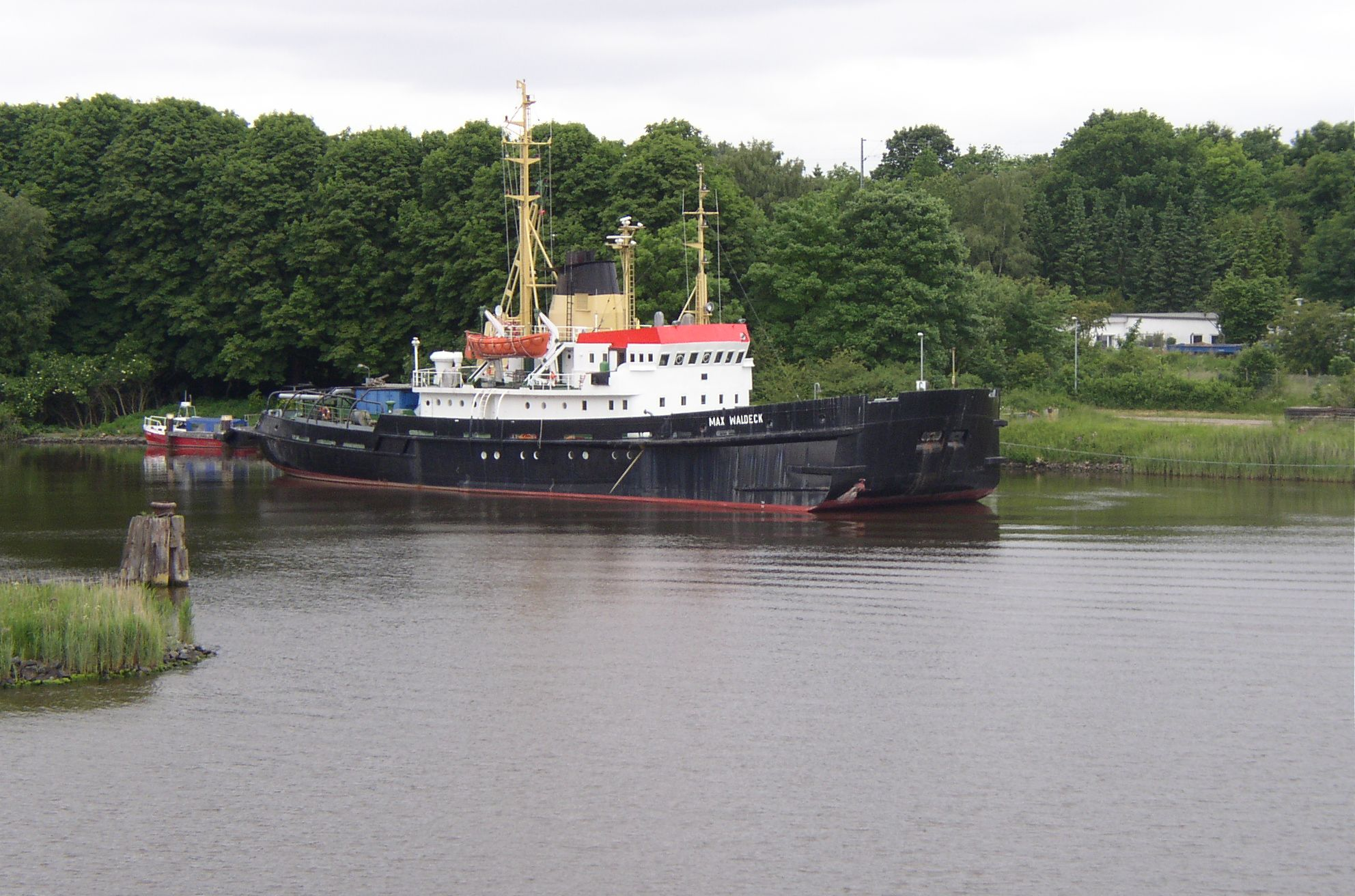
Bild der Max Waldeck, der charakteristische, patentierte Thyssen-Waas-Bug ist gut zu erkennen